# 添添
大熊猫添添（1997年8月27日—）是一只出生于卧龙国家级自然保护区的雄性大熊猫，2000年12月6日迁往美國国家动物园并居住至2023年11月。2023年11月8日，添添與太太「美香」及幼崽「小奇蹟」搭乘飞机離開美國返回中国。之后添添前往四川的保护区和其他熊猫一起生活，居住香港海洋公園的大熊貓「盈盈」，是添添及美香的外甥女。也是在2024年8月14日在香港海洋公園出生的大熊貓龍鳳胎的舅公